# Thelma (2017)
Thelma is een Noorse bovennatuurlijke thriller uit 2017 van regisseur Joachim Trier met Eili Harboe in de hoofdrol.

## Verhaal
De jonge Thelma gaat met haar vader jagen. Als ze voor hem staat richt hij zijn geweer op haar, maar hij kan haar niet neerschieten.
Jaren later zit Thelma op kot in Oslo maar ze is er eenzaam. Ze heeft er aanvallen die na medisch onderzoek psychisch van aard blijken te zijn. Ze leert ook Anja kennen en begint met haar en haar vriendengroep op te trekken.
Als Anja haar kust bedenkt ze dat ze verliefd op haar is. In de war door haar streng christelijke opvoeding sluit ze Anja buiten. Na een in de kliniek opgewekte aanval blijkt ze spoorloos verdwenen. Thelma biecht haar vader op wat er gebeurd is en keert terug naar huis.
Daar vertellen haar ouders haar de ware toedracht. Ze bezit telekinese krachten die zich op momenten van stress uiten als een aanval waarbij haar diepste verlangen werkelijkheid wordt. Toen ze zes was teleporteerde ze een keer haar babybroertje naar onder de zetel omdat die huilde en meer aandacht kreeg. Later teleporteerde ze hem opnieuw naar onder het bevroren meer naast hun huis. Door zijn dood probeerde haar moeder zelfmoord te plegen en raakte verlamd.
Die krachten heeft Thelma geërfd van haar grootmoeder, die in een instelling zit sinds ze haar man deed verdwijnen. Nu duidelijk is dat haar krachten zich weer manifesteren wordt Thelma thuis opgesloten. In haar slaap doet ze haar vader ontbranden terwijl hij op het meer vaart. Ze gaat naar buiten en terwijl ze nog in shock is brengt ze een dode vogel weer tot leven. Ze leert haar kracht beheersen en met het besef dat ze er ook goed mee kan doen laat ze haar moeder opnieuw lopen. Daarop keert ze terug naar Oslo en brengt Anja terug.

## Rolverdeling
- Eili Harboe en Grethe Eltervåg als Thelma, de protagonist als studente en als kind.
- Kaya Wilkins als Anja, Thelma's vriendin op de universiteit.
- Henrik Rafaelsen als Trond, Thelma's vader
- Ellen Dorrit Petersen als Unni, Thelma's moeder
- Marte Magnusdotter Solem als de neurologe
- Anders Mossling als dr. Paulsson
- Vanessa Borgli als Anja's moeder
- Steinar Klouman Hallert als Kristoffer, een vriend van Anja
- Ingrid Giæver als Julie, een vriendin van Anja
- Oskar Pask als Daniel, een vriend van Anja

## Uitgave en ontvangst
Thelma werd op 20 augustus 2017 voor het eerst vertoond op het Internationaal filmfestival van Noorwegen en verscheen daar op 15 september dat jaar in de bioscoopzalen. Op 19 oktober 2017 werd hij vertoond op Film Fest Gent en op 29 oktober op het Leiden International Film Festival. Nog op 29 oktober kwam de film uit in België. Op 8 november was het de openingsfilm van de 38ste editie van het Noordelijk Film Festival in Leeuwarden. Op 7 december ten slotte verscheen hij in Nederland.
De kritieken waren ook erg goed, met zeven op tien bij IMDb, en 77% van het publiek en 92% van de recensenten bij Rotten Tomatoes.
Thelma bracht wereldwijd zo'n 1,3 miljoen euro op aan de bioscoopkassa's, tegenover een productiekost van 4,7 miljoen euro.
De film was Noorwegens inzending voor de Oscar voor beste internationale film op de 90ste Oscaruitreiking, maar werd niet genomineerd.